# Juan Emery
Juan María Emery Alza (Irún, 18 de febrero de 1933-Fuenterrabía, 10 de mayo de 2015) fue un futbolista español que jugaba de portero. Era el padre del exfutbolista y entrenador Unai Emery.

## Clubes
| Club                         | País   | Año       |
| ---------------------------- | ------ | --------- |
| Deportivo Alavés             | España | 1951-1952 |
| Burgos C. F.                 | España | 1952-1953 |
| C. D. Logroñés               | España | 1953-1957 |
| Real Unión Club              | España | 1958-1959 |
| R. C. Deportivo de La Coruña | España | 1959-1962 |
| Real Gijón                   | España | 1962-1964 |
| R. C. Recreativo de Huelva   | España | 1964-1965 |
| Granada C. F.                | España | 1965-1966 |
| Real Jaén C. F.              | España | 1966-1967 |